# Antonio Caggiano
Antonio Caggiano (Coronda, 30. siječnja 1889. – Buenos Aires, 23. listopada 1979.), je bio argentinski rimokatolički kardinal i nadbiskup Buenos Airesa.

## Životopis
Antonio Caggiano se rodio u Corondi 30. siječnja 1889. godine. Studirao je u sjemeništu u Santa Feu te postao svećenik 23. ožujka 1912. Od 1913. do 1931. je predavao na sjemeništu. Godine 1920. je poslan u Rim, zajedno s još tri svećenika, kako bi se dobio uvid u organizaciju Azione Cattolica (Katolička akcija). Poslije toga je, 1931. godine, po tom modelu, osnovana Argentinska katolička akcija.
Caggiano je imenovan prvi biskupom novopodignute biskupiji Rosario, 13. rujna 1934. te posvećen 14. ožujka 1935. godine. Papa Pio XII. ga je posvetio za kardinala svećenika crkve San Lorenzo in Panisperna, na konzistoriju održanom 18. veljače 1946. 15. kolovoza 1959. imenovan je za buenosaireski nadbiskupa te voditelja Vojnog ordinarijata u Argentini. 25. listopada 1959. je posvećen za nadbiskupa. Na tom mjestu ostaje do umirovljenja 21. travnja 1975. godine.
Kardinal Caggiano je sudjelovao na konklavama 1958. i 1963. godine. Od 1962. do 1965. sudjelovao je na Drugom vatikanskom saboru. Za svoje geslo je imao Žrtvovati, i sebe žrtvovati (lat. Impendam et super impendar). Umro je u Buenos Airesu, 23. listopada 1979. godine.

## Odlikovanja
- – Vitez Velikog Križa reda za zasluge Republike Italije